# 至和
至和（1054年四月—1056年九月）是宋仁宗趙禎的第八個年号，北宋使用该年号共计3年。

## 年號含義
指最和谐安定。

## 改元
- 皇祐六年——三月十七日，有詔四月一日起改元至和。[2][3][4]
- 至和三年——九月十二日，有詔改元嘉祐。[5][6][7]

## 紀年對照表
| 至和 | 元年   | 二年   | 三年   |
| ---- | ------ | ------ | ------ |
| 公元 | 1054年 | 1055年 | 1056年 |
| 干支 | 甲午   | 乙未   | 丙申   |

## 同期存在的其他政權之紀年
- 中國
  - 重熙（1032年－1055年）：契丹—遼興宗耶律宗真之年號
  - 清寧（1055年－1064年）：契丹—遼道宗耶律洪基之年號
  - 福聖承道（1053年－1056年）：西夏—夏毅宗李諒祚之年號
  - 政安（1045年－1061年）：大理—段思廉之年號
- 越南
  - 崇興大寶（1049年－1054年）：李朝—李佛瑪之年號
  - 龍瑞太平（1054年－1058年）：李朝—李日尊之年號
- 日本
  - 天喜（1053年－1058年）：後冷泉天皇之年号

## 参看
- 中国年号索引

## 深入閱讀
- 李崇智. . 北京: 中華書局. 2004年12月. ISBN 7101025129.
- 鄧洪波. . 臺北: 國立臺灣大學東亞經典與文化研究計劃. 2005年3月  [2021-11-17]. ISBN 9789860005189. （原始内容 (pdf)存档于2007-08-25）.

| 前一年號： 皇祐 | 北宋年号 | 下一年號： 嘉祐 |